# Phaeolita rurigena
Phaeolita rurigena là một loài bướm đêm trong họ Noctuidae.